# Santa Bárbara (Monagas)
Pour les articles homonymes, voir Santa Bárbara.
Santa Bárbara est l'une des treize municipalités de l'État de Monagas au Venezuela. Son chef-lieu est Santa Bárbara. En 2011, la population s'élève à 9 809 habitants.

## Géographie

### Subdivisions
Selon l'Institut national de statistique et contrairement à la plupart des municipalités du pays, la municipalité de Santa Bárbara ne comporte aucune paroisse civile.